# 托滕鎮區 (阿肯色州洛諾克縣)
托滕鎮區（英語：Totten Township）是位於美國阿肯色州洛諾克縣的一個行政鎮區。

## 地方資料
托滕鎮區的面積為76.46平方千米，當中陸地面積為74.78平方千米，而水域面積為1.68平方千米。根據2010年美國人口普查的數據，當地共有人口423人，而人口密度為每平方千米5.53人。